# (31122) Brooktaylor
(31122) Brooktaylor ist ein Asteroid des Hauptgürtels, der am 21. September 1997 von dem italoamerikanischen Astronomen Paul G. Comba am Prescott-Observatorium (IAU-Code 684) in Prescott, Arizona entdeckt wurde.
Der Asteroid wurde nach dem britischen Mathematiker Brook Taylor (1685–1731) benannt, der auf dem Gebiet der Differentialrechnung wichtige Erkenntnisse gewann. Die Benennung des Asteroiden erfolgte am 28. März 2002.